# Marinos Tziōnīs
Marinos Tziōnīs (in greco Μαρίνος Τζιωνής?; Nicosia, 16 luglio 2001) è un calciatore cipriota, centrocampista dell'UTA Arad e della nazionale cipriota.

## Carriera

### Nazionale
Ha esordito con la nazionale cipriota il 5 settembre 2020, nella partita di Nations League persa per 0-2 contro il Montenegro.

## Statistiche

### Presenze e reti nei club
Statistiche aggiornate al 24 gennaio 2022.
| Stagione        | Squadra         | Campionato      | Campionato | Campionato | Coppe nazionali | Coppe nazionali | Coppe nazionali | Coppe continentali | Coppe continentali | Coppe continentali | Altre coppe | Altre coppe | Altre coppe | Totale | Totale |
| Stagione        | Squadra         | Comp            | Pres       | Reti       | Comp            | Pres            | Reti            | Comp               | Pres               | Reti               | Comp        | Pres        | Reti        | Pres   | Reti   |
| --------------- | --------------- | --------------- | ---------- | ---------- | --------------- | --------------- | --------------- | ------------------ | ------------------ | ------------------ | ----------- | ----------- | ----------- | ------ | ------ |
| 2017-2018       | Omonia          | A               | 0+2        | 0          | CC              | 0               | 0               | -                  | -                  | -                  | -           | -           | -           | 2      | 0      |
| 2018-2019       | Omonia          | A               | 7+4        | 2+1        | CC              | 0               | 0               | -                  | -                  | -                  | -           | -           | -           | 11     | 3      |
| 2019-2020       | Omonia          | A               | 4+1        | 0          | CC              | 3               | 2               | -                  | -                  | -                  | -           | -           | -           | 8      | 2      |
| 2020-2021       | Omonia          | A               | 24+8       | 4+3        | CC              | 2               | 0               | UCL+UEL            | 3+6                | 0                  | -           | -           | -           | 43     | 7      |
| 2021-gen. 2022  | Omonia          | A               | 15         | 2          | CC              | 0               | 0               | UCL+UEL+UECL       | 2+4+3              | 0+1+0              | SC          | 0           | 0           | 24     | 3      |
| Totale Omonia   | Totale Omonia   | Totale Omonia   | 50+15      | 8+4        |                 | 5               | 2               |                    | 18                 | 1                  |             | 0           | 0           | 88     | 15     |
| Totale carriera | Totale carriera | Totale carriera | 65         | 12         |                 | 5               | 2               |                    | 18                 | 1                  |             | 0           | 0           | 88     | 15     |

### Cronologia presenze e reti in nazionale
| Cronologia completa delle presenze e delle reti in nazionale ― Cipro | Cronologia completa delle presenze e delle reti in nazionale ― Cipro | Cronologia completa delle presenze e delle reti in nazionale ― Cipro | Cronologia completa delle presenze e delle reti in nazionale ― Cipro | Cronologia completa delle presenze e delle reti in nazionale ― Cipro | Cronologia completa delle presenze e delle reti in nazionale ― Cipro | Cronologia completa delle presenze e delle reti in nazionale ― Cipro | Cronologia completa delle presenze e delle reti in nazionale ― Cipro |
| Data                                                                 | Città                                                                | In casa                                                              | Risultato                                                            | Ospiti                                                               | Competizione                                                         | Reti                                                                 | Note                                                                 |
| -------------------------------------------------------------------- | -------------------------------------------------------------------- | -------------------------------------------------------------------- | -------------------------------------------------------------------- | -------------------------------------------------------------------- | -------------------------------------------------------------------- | -------------------------------------------------------------------- | -------------------------------------------------------------------- |
| 5-9-2020                                                             | Nicosia                                                              | Cipro                                                                | 0 – 2                                                                | Montenegro                                                           | UEFA Nations League 2020-2021 - 1º turno                             | -                                                                    | 85’                                                                  |
| 8-9-2020                                                             | Nicosia                                                              | Cipro                                                                | 0 – 1                                                                | Azerbaigian                                                          | UEFA Nations League 2020-2021 - 1º turno                             | -                                                                    |                                                                      |
| 10-10-2020                                                           | Lussemburgo                                                          | Lussemburgo                                                          | 2 – 0                                                                | Cipro                                                                | UEFA Nations League 2020-2021 - 1º turno                             | -                                                                    | 46’                                                                  |
| 13-10-2020                                                           | Elbasan                                                              | Azerbaigian                                                          | 0 – 0                                                                | Cipro                                                                | UEFA Nations League 2020-2021 - 1º turno                             | -                                                                    | 81’                                                                  |
| 11-11-2020                                                           | Atene                                                                | Grecia                                                               | 2 – 1                                                                | Cipro                                                                | Amichevole                                                           | -                                                                    | 86’                                                                  |
| 14-11-2020                                                           | Strovolos                                                            | Cipro                                                                | 2 – 1                                                                | Lussemburgo                                                          | UEFA Nations League 2020-2021 - 1º turno                             | -                                                                    | 62’                                                                  |
| 17-11-2020                                                           | Podgorica                                                            | Montenegro                                                           | 4 – 0                                                                | Cipro                                                                | UEFA Nations League 2020-2021 - 1º turno                             | -                                                                    | 65’                                                                  |
| 27-3-2021                                                            | Fiume                                                                | Croazia                                                              | 1 – 0                                                                | Cipro                                                                | Qual. Mondiali 2022                                                  | -                                                                    | 67’                                                                  |
| 4-9-2021                                                             | Nicosia                                                              | Cipro                                                                | 0 – 2                                                                | Russia                                                               | Qual. Mondiali 2022                                                  | -                                                                    | 61’                                                                  |
| 7-9-2021                                                             | Bratislava                                                           | Slovacchia                                                           | 2 – 0                                                                | Cipro                                                                | Qual. Mondiali 2022                                                  | -                                                                    |                                                                      |
| 8-10-2021                                                            | Larnaca                                                              | Cipro                                                                | 0 – 3                                                                | Croazia                                                              | Qual. Mondiali 2022                                                  | -                                                                    | 46’                                                                  |
| 11-11-2021                                                           | San Pietroburgo                                                      | Russia                                                               | 6 – 0                                                                | Cipro                                                                | Qual. Mondiali 2022                                                  | -                                                                    | 68’                                                                  |
| 14-11-2021                                                           | Lubiana                                                              | Slovenia                                                             | 2 – 1                                                                | Cipro                                                                | Qual. Mondiali 2022                                                  | -                                                                    | 74’                                                                  |
| 29-3-2022                                                            | Larnaca                                                              | Cipro                                                                | 2 – 0                                                                | Estonia                                                              | UEFA Nations League 2020-2021 - Play-out                             | 1                                                                    | 79’                                                                  |
| 2-6-2022                                                             | Larnaca                                                              | Cipro                                                                | 0 – 2                                                                | Kosovo                                                               | UEFA Nations League 2022-2023 - 1º turno                             | -                                                                    | 71’                                                                  |
| 5-6-2022                                                             | Larnaca                                                              | Cipro                                                                | 0 – 0                                                                | Irlanda del Nord                                                     | UEFA Nations League 2022-2023 - 1º turno                             | -                                                                    | 56’                                                                  |
| 9-6-2022                                                             | Volo                                                                 | Grecia                                                               | 3 – 0                                                                | Cipro                                                                | UEFA Nations League 2022-2023 - 1º turno                             | -                                                                    | 64’                                                                  |
| 12-6-2022                                                            | Belfast                                                              | Irlanda del Nord                                                     | 2 – 2                                                                | Cipro                                                                | UEFA Nations League 2022-2023 - 1º turno                             | -                                                                    | 58’                                                                  |
| 24-9-2022                                                            | Larnaca                                                              | Cipro                                                                | 1 – 0                                                                | Grecia                                                               | UEFA Nations League 2022-2023 - 1º turno                             | 1                                                                    | 64’                                                                  |
| 27-9-2022                                                            | Pristina                                                             | Kosovo                                                               | 5 – 1                                                                | Cipro                                                                | UEFA Nations League 2022-2023 - 1º turno                             | -                                                                    | 59’                                                                  |
| 25-3-2023                                                            | Glasgow                                                              | Scozia                                                               | 3 – 0                                                                | Cipro                                                                | Qual. Euro 2024                                                      | -                                                                    | 79’                                                                  |
| 28-3-2023                                                            | Erevan                                                               | Armenia                                                              | 2 – 2                                                                | Cipro                                                                | Amichevole                                                           | -                                                                    | 67’                                                                  |
| 17-6-2023                                                            | Larnaca                                                              | Cipro                                                                | 1 – 2                                                                | Georgia                                                              | Qual. Euro 2024                                                      | -                                                                    | 60’                                                                  |
| 20-6-2023                                                            | Oslo                                                                 | Norvegia                                                             | 3 – 1                                                                | Cipro                                                                | Qual. Euro 2024                                                      | -                                                                    | 61’                                                                  |
| 12-9-2023                                                            | Granada                                                              | Spagna                                                               | 6 – 0                                                                | Cipro                                                                | Qual. Euro 2024                                                      | -                                                                    | 55’                                                                  |
| 5-9-2024                                                             | Marijampolė                                                          | Lituania                                                             | 0 – 1                                                                | Cipro                                                                | UEFA Nations League 2024-2025 - 1º turno                             | -                                                                    | 89’                                                                  |
| 9-9-2024                                                             | Larnaca                                                              | Cipro                                                                | 0 – 4                                                                | Kosovo                                                               | UEFA Nations League 2024-2025 - 1º turno                             | -                                                                    | 37’ 65’                                                              |
| 12-10-2024                                                           | Larnaca                                                              | Cipro                                                                | 0 – 3                                                                | Romania                                                              | UEFA Nations League 2024-2025 - 1º turno                             | -                                                                    | 46’                                                                  |
| 15-10-2024                                                           | Pristina                                                             | Kosovo                                                               | 3 – 0                                                                | Cipro                                                                | UEFA Nations League 2024-2025 - 1º turno                             | -                                                                    | 72’                                                                  |
| 15-11-2024                                                           | Larnaca                                                              | Cipro                                                                | 2 – 1                                                                | Lituania                                                             | UEFA Nations League 2024-2025 - 1º turno                             | 1                                                                    | 56’                                                                  |
| 18-11-2024                                                           | Bucarest                                                             | Romania                                                              | 4 – 1                                                                | Cipro                                                                | UEFA Nations League 2024-2025 - 1º turno                             | -                                                                    | 75’                                                                  |
| 21-3-2025                                                            | Larnaca                                                              | Cipro                                                                | 2 – 0                                                                | San Marino                                                           | Qual. Mondiali 2026                                                  | -                                                                    | 63’                                                                  |
| 24-3-2025                                                            | Zenica                                                               | Bosnia ed Erzegovina                                                 | 2 – 1                                                                | Cipro                                                                | Qual. Mondiali 2026                                                  | -                                                                    | 65’                                                                  |
| 6-6-2025                                                             | Plovdiv                                                              | Bulgaria                                                             | 2 – 2                                                                | Cipro                                                                | Amichevole                                                           | -                                                                    | 46’                                                                  |
| 10-6-2025                                                            | Bucarest                                                             | Romania                                                              | 2 – 0                                                                | Cipro                                                                | Qual. Mondiali 2026                                                  | -                                                                    | 62’                                                                  |
| Totale                                                               |                                                                      | Presenze                                                             | 35                                                                   |                                                                      | Reti                                                                 | 3                                                                    |                                                                      |

## Palmarès

### Club

#### Competizioni nazionali
- Campionato cipriota: 1

Omonia: 2020-2021
- Coppa di Cipro: 1

Omonia: 2021-2022